# A Lyga 2001
La A Lyga 2001 es la duodécima edición del torneo de fútbol más importante de Lituania que se jugó del 1 de abril al 11 de noviembre y que contó con la participación de 10 equipos.
El FBK Kaunas gana su tercer título consecutivo.

## Clasificación
| Pos. | Equipo           | Pts. | PJ | G  | E  | P  | GF | GC | Dif. | Clasificación o descenso                      |
| ---- | ---------------- | ---- | -- | -- | -- | -- | -- | -- | ---- | --------------------------------------------- |
| 1    | FBK Kaunas (C)   | 85   | 36 | 26 | 7  | 3  | 76 | 13 | +63  | Primera Ronda Clasificatoria Champions League |
| 2    | Atlantas         | 69   | 36 | 19 | 12 | 5  | 66 | 29 | +37  | Ronda Clasificatoria UEFA Cup                 |
| 3    | Žalgiris         | 69   | 36 | 20 | 9  | 7  | 64 | 39 | +25  | Ronda Clasificatoria UEFA Cup                 |
| 4    | Ekranas          | 55   | 36 | 15 | 10 | 11 | 58 | 38 | +20  | Primera Ronda Intertoto Cup                   |
| 5    | Inakaras         | 45   | 36 | 11 | 12 | 13 | 50 | 44 | +6   |                                               |
| 6    | Geležinis Vilkas | 36   | 36 | 10 | 6  | 20 | 42 | 69 | −27  |                                               |
| 7    | Nevėžis          | 35   | 36 | 8  | 11 | 17 | 33 | 54 | −21  |                                               |
| 8    | Sakalas          | 34   | 36 | 7  | 13 | 16 | 32 | 61 | −29  |                                               |
| 9    | Vėtra (D)        | 32   | 36 | 7  | 11 | 18 | 32 | 57 | −25  | Desciende a la 1 Lyga                         |
| 10   | Dainava (D)      | 30   | 36 | 7  | 9  | 20 | 34 | 83 | −49  | Desciende a la 1 Lyga                         |

 Fuente: RSSSF.com

## Resultados
| Local \ Visitante | ATL | DAI  | EKR | FBK | GEL | INK | NEV | SAK | VĖT | ŽAL |
| ----------------- | --- | ---- | --- | --- | --- | --- | --- | --- | --- | --- |
| Atlantas          |     | 2–0  | 2–2 | 1–2 | 1–0 | 1–1 | 2–0 | 3–0 | 5–2 | 3–1 |
| Dainava           | 0–1 |      | 1–3 | 0–4 | 0–2 | 1–2 | 1–2 | 0–1 | 3–2 | 0–4 |
| Ekranas           | 1–1 | 12–0 |     | 0–1 | 1–0 | 0–1 | 1–0 | 1–1 | 0–2 | 0–3 |
| FBK Kaunas        | 0–1 | 6–0  | 2–0 |     | 2–1 | 1–1 | 4–0 | 4–0 | 3–0 | 2–0 |
| Geležinis Vilkas  | 1–2 | 4–1  | 1–2 | 1–3 |     | 0–0 | 0–2 | 0–2 | 2–2 | 1–2 |
| Inkaras           | 1–4 | 3–2  | 0–1 | 0–2 | 0–2 |     | 2–0 | 4–0 | 2–0 | 1–2 |
| Nevėžis           | 1–2 | 1–1  | 0–0 | 0–0 | 1–1 | 1–1 |     | 0–0 | 1–0 | 1–0 |
| Sakalas           | 2–4 | 1–1  | 2–3 | 0–2 | 0–2 | 1–1 | 2–0 |     | 2–0 | 1–1 |
| Vėtra             | 0–2 | 2–1  | 0–0 | 1–5 | 0–1 | 0–3 | 0–2 | 2–1 |     | 1–3 |
| Žalgiris          | 1–0 | 5–2  | 0–0 | 0–0 | 2–1 | 1–0 | 4–2 | 2–1 | 1–1 |     |

| Local \ Visitante | ATL | DAI | EKR | FBK | GEL | INK | NEV | SAK | VĖT | ŽAL |
| ----------------- | --- | --- | --- | --- | --- | --- | --- | --- | --- | --- |
| Atlantas          |     | 0–0 | 0–3 | 0–0 | 7–2 | 0–2 | 1–0 | 3–0 | 2–0 | 1–1 |
| Dainava           | 0–0 |     | 2–0 | 0–5 | 1–0 | 0–0 | 1–1 | 2–0 | 1–1 | 2–2 |
| Ekranas           | 4–1 | 4–2 |     | 0–1 | 5–0 | 0–0 | 1–2 | 1–1 | 1–0 | 3–0 |
| FBK Kaunas        | 0–0 | 1–1 | 4–0 |     | 3–0 | 2–0 | 3–0 | 2–0 | 3–0 | 0–1 |
| Geležinis Vilkas  | 0–6 | 1–0 | 0–4 | 1–3 |     | 0–3 | 4–1 | 2–2 | 1–1 | 1–2 |
| Inkaras           | 1–1 | 1–2 | 1–1 | 1–2 | 1–2 |     | 3–1 | 9–0 | 1–1 | 2–3 |
| Nevėžis           | 0–6 | 5–0 | 1–2 | 2–0 | 1–2 | 1–1 |     | 1–1 | 1–1 | 1–1 |
| Sakalas           | 1–1 | 1–3 | 1–0 | 0–1 | 1–1 | 1–1 | 2–0 |     | 1–1 | 3–1 |
| Vėtra             | 0–0 | 1–3 | 4–1 | 0–0 | 1–2 | 2–0 | 2–1 | 0–0 |     | 2–0 |
| Žalgiris          | 0–0 | 3–0 | 1–1 | 1–3 | 4–3 | 6–0 | 2–0 | 2–0 | 2–0 |     |